# Taylor Caldwell
Taylor Caldwell, nascida Janet Miriam Holland Taylor Caldwell (Manchester, 7 de setembro de 1900 – Greenwich, 30 de agosto de 1985) foi uma escritora britânica.
Escritora muito popular de ficção, também assinou como Marcus Holland e Max Reiner, e por seu nome de casada, J. Miriam Reback. Seus livros possuem personagens históricos ou eventos reais como Pillar of Iron (sobre Cícero; 1965), The Earth Is the Lord's: A Tale of the Rise of Genghis Khan (1940) e Dear and Glorious Physician (sobre o apóstolo Lucas, 1958). Seu útlimo grande romance foi Answer As a Man, publicado em 1980.

## Biografia
Caldwell nasceu em 1900, na cidade de Manchester, na Inglaterra, em uma família escocesa descendente do Clã MacGregor, do qual os Taylors são um clã subsidiário. Era filha de Arthur F. e Anna Caldwell. Em 1907, a família emigrou para os Estados Unidos. Pouco depois de sua chegada no novo país, seu pai morreu subitamente, deixando a família em dificuldades. Aos 6 anos, Caldwell ganhou uma medalha por seu ensaio sobre Charles Dickens e aos 8 começou a escrever suas próprias histórias. Seu primeiro livro, Romance of Atlantis, foi escrito quando Caldwell tinha 12 anos, ainda que só tenha sido publicado em 1975. Seu pai nunca aprovou seu gosto pela escrita.
Entre 1918 e 1919, Caldwell serviu como reservista da Marinha dos Estados Unidos. Em 1919, ela se casou com William F. Combs, com quem teve uma filha, Mary Margaret, no ano seguinte. De 1923 a 1924, Caldwell foi estenógrafa no Departamento de Trabalho do estado de Nova York, em Buffalo. Em 1924, foi trabalhar no Departamento de Justiça dos Estados Unidos, como membro da Comissão Especial de Inquérito do Tribunal de imigração. Em 1931, formou-se pela Universidade Estadual de Nova Iorque em Buffalo, com um bacharelado em artes e se divorciou de Combs.
Seu segundo marido, Marcus Reback, também trabalhava para o governo, no Serviço de Imigração e Naturalização e era seu chefe no setor. Juntos eles tiveram uma menina, Judith ann, em 1932. O casal ficou junto por 40 anos, até a morte dele em 1971.

## Carreira
Escrevendo em seu tempo livre do trabalho, em 1934, Caldwell começou a trabalhar em seu livro Dynasty of Death, com a colaboração de Reback. Mas até ter um livro comprado por uma editora, Caldwell tinha vários romances acabados e recusados na gaveta. Dynasty of Death foi publicado apenas em 1938 e tornou-se um best-seller. Foi seu editor que, achando o livro "muito masculino", sugeriu que ela utilizasse o nome de "Taylor Caldwell", acreditando que os leitores não comprariam um livro com aquela temática escrito por uma mulher.
O público presumia que "Taylor Caldwell" fosse de fato um homem, e houve certa agitação pública quando se revelou que o autor na verdade era uma mulher. Nos 43 anos seguintes, Caldwell publicou mais 42 romances, muitos deles best-sellers. This Side of Innocence, publicado em 1946, ficou mais de seis meses na lista dos mais vendidos do jornal New York Times, incluindo nove semanas em primeiro lugar. Ao todo, Caldwell vendeu cerca de 30 milhões de exemplares. Logo a autora ficou rica, viajando para a Europa e vários outros lugares, embora ainda morasse perto de Buffalo.
Seus livros seriam best-sellers até o fim de sua carreira. Em 1979, ela assinou um contrato de dois romances por US $ 3,9 milhões.

## Controvérsias
Conservadora declarada, Caldwell por um tempo escreveu para o periódico mensal da John Birch Society, o American Opinion, e até mesmo esteve associada ao antisemita Liberty Lobby, uma organização de apoio político que existiu nos Estados Unidos entre 1955 e 2001.
Originalmente vista como feminista (depois que o gênero de “Taylor Caldwell” se tornou conhecido), a autora de Buffalo provocou indignação com suas repetidas proclamações públicas de que o lugar de uma mulher era “na cozinha e no quarto”. Tais protestos foram abafados, no entanto, por outros ainda mais altos após a publicação de livros como Captains and the Kings, que pretendia conectar a Revolução Francesa, a Guerra de Secessão, a Guerra Hispano-Americana, o New Deal e o Os assassinatos da família Kennedy como um “complô” em planejado e levado adiante por um consórcio de banqueiros, industriais e financistas internacionais.
Em 1971, Caldwell publicou sua biografia, On Growing Up Tough, consistindo de muitos artigos editados da American Opinion. Por volta desta época, Caldwell se interessou pelo tema da reencarnação, ficando amiga da conhecita escritora ocultista Jess Stearn, que sugeriu que os detalhes vívidos em seus muitos romances históricos eram na verdade uma lembrança subconsciente de vidas anteriores. Ela concordou em ser hipnotizada e passar por "regressão a vidas passadas" para refutar a reencarnação. No entanto, de acordo com o livro de Stearn, "The Search for a Soul - Taylor Caldwell's Psychic Lives" (1973), Caldwell começou a se lembrar de suas próprias vidas passadas - onze ao todo, incluindo uma no continente "perdido" de Atlântida.
Em 1972, Caldwell se casou com William Everett Stancell, um agente imobiliário aposentado, mas se divorciou dele em 1973. Em 1978, Caldwell se casou novamente, desta vez com William Robert Prestie, um canadense 17 anos mais novo. A união complicou a relação de Caldwell com a família, principalmente suas filhas. Após uma longa batalha nos tribunais pelo espólio de Marcus Reback, sua filha Judith Ann Reback cometeu suicídio em 1979.

## Últimos anos
Em 1979, Caldwell sofreu um AVC, o que a deixou incapaz de falar, ainda que pudesse escrever. Desde 1965, Caldwell ficara surda em seu primeiro AVC. Sua filha Peggy acusou Prestie de abusar e explorar de Caldwell, e houve uma batalha legal pelo controle de seus bens e de sua fortuna.

### Morte
Caldwell morreu em 30 de agosto de 1985, em Greenwich, aos 84 anos, devido a uma insuficiência pulmonar causada por câncer de pulmão em estado avançado. Seu corpo foi cremado.

## Obra
Livros publicados por Taylor Caldwell.
| Nº sequencial | Título em português                    | Original em inglês                                          | Tradutor                                    | Lançamento | ISBN                                        |
| ------------- | -------------------------------------- | ----------------------------------------------------------- | ------------------------------------------- | ---------- | ------------------------------------------- |
| 01            | A dinastia da morte                    | Dynasty of Death                                            | A. B. Pinheiro de Lemos                     | 1938       | Erro de parâmetro em {ISBN}: Faltando ISBN. |
| 02            | Os abutres                             | The Eagles Gather                                           | Ruy Jugmann                                 | 1940       | Erro de parâmetro em {ISBN}: Faltando ISBN. |
| 03            | A terra de Deus                        | The Earth is the Lord's: A Tale of the Rise of Genghis Khan | Sílvia Távora                               | 1940       | Erro de parâmetro em {ISBN}: Faltando ISBN. |
| 04            | O começo do fim                        | Time No Longer                                              | Ruy Jugmann                                 | 1941       | Erro de parâmetro em {ISBN}: Faltando ISBN. |
| 05            | A cidade de aço                        | The Strong City                                             | Luzia Machado da Costa                      | 1942       | Erro de parâmetro em {ISBN}: Faltando ISBN. |
| 06            | A luz e as trevas                      | The Arm and the Darkness                                    | Vera Neves Pedroso                          | 1943       | Erro de parâmetro em {ISBN}: Faltando ISBN. |
| 07            | Amor com amor se paga                  | The Turnbulls                                               | Luzia Machado da Costa                      | 1943       | Erro de parâmetro em {ISBN}: Faltando ISBN. |
| 08            | A hora derradeira                      | The Final Hour                                              | Ana Maria Coelho                            | 1944       | Erro de parâmetro em {ISBN}: Faltando ISBN. |
| 09            | A casa grande                          | The Wide House                                              | Pinheiro de Lemos                           | 1945       | Erro de parâmetro em {ISBN}: Faltando ISBN. |
| 10            | O outro lado da inocência (***)        | This Side of Innocence                                      | Felisbela Godinho Carneiro(******)          | 1946       | Erro de parâmetro em {ISBN}: Faltando ISBN. |
| 11            | Um tempo que passou                    | There Was A Time                                            | Ruy Jungmann                                | 1947       | Erro de parâmetro em {ISBN}: Faltando ISBN. |
| 12            | Melissa                                | Melissa                                                     | A. B. Pinheiro de Lemos                     | 1948       | Erro de parâmetro em {ISBN}: Faltando ISBN. |
| 13            | O amor em último lugar                 | Let Love Come Last                                          | Isaac Piltcher                              | 1949       | Erro de parâmetro em {ISBN}: Faltando ISBN. |
| 14            | O fiel da balança                      | The Balance Wheel /The Beautiful Is Vanished                | Luzia Machado da Costa                      | 1951       | Erro de parâmetro em {ISBN}: Faltando ISBN. |
| 15            | O momento da verdade                   | The Devil's Advocate                                        | Adalgisa Campos da Silva                    | 1952       | ISBN 85-1-028910-7                          |
| 16            | O casamento de Maggie                  | Maggie - Her Marriage                                       | Francisco Manoel da Rocha Filho             | 1953       | Erro de parâmetro em {ISBN}: Faltando ISBN. |
| 17            | Nunca vencedora, nunca derrotada (*)   | Never Victorious, Never Defeated                            | Luzia Machado da Costa                      | 1954       | Erro de parâmetro em {ISBN}: Faltando ISBN. |
| 18            | O pecado de todos nós                  | Your Sins and Mine                                          | Luzia Caminha Machado da Costa              | 1955       | Erro de parâmetro em {ISBN}: Faltando ISBN. |
| 19            | Doce vitória                           | Tender Victory                                              | Luzia Machado da Costa                      | 1956       | Erro de parâmetro em {ISBN}: Faltando ISBN. |
| 20            | O rugido do trovão                     | The Sound of Thunder                                        | Ruy Jungmann                                | 1957       | Erro de parâmetro em {ISBN}: Faltando ISBN. |
| 21            | Médico de homens e de almas (**)       | Dear and Glorious Physician                                 | Aydano Arruda                               | 1958       | Erro de parâmetro em {ISBN}: Faltando ISBN. |
| 22            | O confessor                            | The Listener                                                | A. B. Pinheiro de Lemos                     | 1960       | Erro de parâmetro em {ISBN}: Faltando ISBN. |
| 23            | Prelúdio de amor                       | A Prologue to Love                                          | Maria Luiza da Silva Pinto                  | 1961       | Erro de parâmetro em {ISBN}: Faltando ISBN. |
| 24            | O fantasma de Clara                    | The Late Clara Beame                                        | Vera Neves Pedroso                          | 1963       | Erro de parâmetro em {ISBN}: Faltando ISBN. |
| 25            | Os servos de Deus                      | Grandmother and the Priests/To See the Glory                | Fernando Pires de Moraes                    | 1963       | Erro de parâmetro em {ISBN}: Faltando ISBN. |
| 26            | Um pilar de ferro                      | A Pillar of Iron                                            | Luzia Machado da Costa                      | 1965       | Erro de parâmetro em {ISBN}: Faltando ISBN. |
| 27            | O Anjo mau                             | Wicked Angel                                                | Maria A. Moraes Rego                        | 1965       | Erro de parâmetro em {ISBN}: Faltando ISBN. |
| 28            | Só ele ouve                            | No One Hears But Him                                        | Luzia Machado da Costa                      | 1966       | Erro de parâmetro em {ISBN}: Faltando ISBN. |
| 29            | Dialogos com el diablo - espanhol(***) | Dialogues with the Devil                                    | Beatriz Romero(*****)                       | 1967       | Erro de parâmetro em {ISBN}: Faltando ISBN. |
| 30            | Testemunho de dois homens              | Testimony of Two Men                                        | Lígia Junqueira                             | 1968       | Erro de parâmetro em {ISBN}: Faltando ISBN. |
| 31            | O grande amigo de Deus                 | Great Lion of God                                           | Otávio Alves Velho e José Sanz              | 1970       | Erro de parâmetro em {ISBN}: Faltando ISBN. |
| 32            | Una juventud difícil - espanhol(***)   | On Growing Up Tough                                         | Amparo García Burgos (*****)                | 1971       | Erro de parâmetro em {ISBN}: Faltando ISBN. |
| 33            | Os capitães e os reis                  | Captains and the Kings                                      | A. B. Pinheiro de Lemos                     | 1972       | Erro de parâmetro em {ISBN}: Faltando ISBN. |
| 34            | Para sentir e esquecer                 | To Look and Pass                                            | Maria Judith Martins                        | 1973       | Erro de parâmetro em {ISBN}: Faltando ISBN. |
| 35            | A glória que passou                    | Glory and the Lightning                                     | Pinheiro de Lemos e A. B. Pinheiro de Lemos | 1974       | Erro de parâmetro em {ISBN}: Faltando ISBN. |
| 36            | O romance de Atlântida                 | Romance of Atlantis(****)                                   | Isabel Paquet de Araripe                    | 1975       | Erro de parâmetro em {ISBN}: Faltando ISBN. |
| 37            | O sacrifício da inocência              | Ceremony of the Innocent                                    | Lygia Junqueira Caiuby                      | 1976       | Erro de parâmetro em {ISBN}: Faltando ISBN. |
| 38            | Eu, Judas                              | I, Judas(****)                                              | Luzia Machado da Costa                      | 1977       | Erro de parâmetro em {ISBN}: Faltando ISBN. |
| 39            | O rio é a luz                          | Bright Flows the River                                      | Marisa Gomes                                | 1978       | Erro de parâmetro em {ISBN}: Faltando ISBN. |
| 40            | O desafio do justo                     | Answer As A Man                                             | Ebréia de Castro Alves                      | 1980       | Erro de parâmetro em {ISBN}: Faltando ISBN. |
| 41            | A todos os homens(***)                 | Unto all men                                                |                                             | 2012       | Erro de parâmetro em {ISBN}: Faltando ISBN. |

(*) também publicado no Brasil em uma outra edição (tradutor José Geraldo Vieira) com o título: Os insaciáveis (Editora Mérito S/A, 1956, 352 p). 

(**) também publicado no Brasil em uma outra edição (tradutor Aydano Arruda) com o título: Um glorioso médico (Hemus, 1972, 582 p).

(***) sem notícia de publicação no Brasil

(****) em parceria com Jess Stern

(*****) para o Espanhol

(******) para o Português de Portugal